# مخروط مقطوع

مخروط مقطوعH تعني الارنفاع R تعني من منتف الدائر الى الخارج

المخروط المقطوع هو جسم تم تشكلة عن طريق قص الجزء الاعلى منه.
قواعد المخروط الجذعي عبارة عن قطعتين أو دائرتين . إذا كانت قواعد المخروط الجذعي عبارة عن دوائر ، فيطلق عليها اسم مخروط جذع معكوس . إنه مجسم دوراني تم إنشاؤه بواسطة دوران شبه منحرف الزاوية حول مقبض يتقاطع مع القاعدة.